# Amor Towles
Amor Towles (Boston, 24 oktober 1964) is een Amerikaanse romanschrijver.
Hij is bekend voor zijn bestsellers "Een kwestie van Hoffelijkheid", "Graaf in Moskou" en "De Lincoln Highway". Towles begon met schrijven na een carrière als investeringsbankier.
Towles woont  in een Victoriaans huis in Gramercy Park in Manhattan. Hij is gehuwd en heeft een dochter en een zoon. Hij is een verzamelaar van beeldende kunst en antiek. Zijn boeken kennen een globale oplage van meer dan 6 miljoen exemplaren en zijn in meer dan 30 talen vertaald.

## Biografie

###### Afkomst
Amor Towles groeide op in Boston, als zoon van Holly Hollingsworth en Stokley Towles, een vooraanstaand vermogensbankier en partner bij Brown Brothers Harriman. Stokley Towles was tevens kunstliefhebber en weldoener van onder andere onderwijsprojecten en van het Museum of Fine Arts in Boston, waar een vleugel naar hem werd vernoemd. Zijn ouders scheidden tijdens zijn tienerjaren.
Hij heeft een broer, een zuster en, na het tweede huwelijk van zijn vader in 1983, ook twee stiefbroers.

###### Studies
Amor Towles volgde middelbaar onderwijs aan Noble and Greenough School (Nobles), een  dure elite-school in Boston. Towles studeerde daarna literatuur aan de Yale Universiteit en behaalde een Master of Arts in Engels aan de Stanford Universiteit. De scriptie voor zijn Master of Arts 'Temptations of Pleasure' werd in 1989 gepubliceerd in 'The Paris Review'.
Na zijn studies aan de Yale University zou Towles op basis van een fellowship van de Yale China Association gedurende twee jaar les geven in China. Dit ging echter niet door als gevolg van het harde optreden van China tegen het protest op het Tiananmenplein in 1989.

###### Investeringsbankier
Towles was al tijdens zijn studie van plan om schrijver te worden. Hij werd hierin gesteund door zijn leraar Peter Matthiessen, romanschrijver en een van de oprichters van "The Paris Review", die hem van zijn capaciteiten als schrijver overtuigde. In 1989 kon Towles een reeks korte verhalen publiceren in "The Paris Review".
Amor Towles was kort na zijn studie verhuisd naar Manhattan en vreesde een onzeker bestaan als schrijver, genoodzaakt om uit financiële overwegingen een betrekking te aanvaarden die niet overeenkwam met zijn capaciteiten. Op aanraden van zijn vader zocht hij een fulltime job in het bankwezen. Hij kon terecht bij een vriend die een onderneming in vermogensbeheer had opgericht en werd investeringsbankier. Hij werkte van 1991 tot 2012 als "manager investeringen" en "directeur onderzoek" bij de "Select Equity Group" in New York.

###### Romanschrijver
In de periode als investeringsbankier bleef hij schrijven zonder dat zijn klanten, zijn vrienden of collega's hiervan op de hoogte waren. Na ongeveer 20 jaar vond hij de tijd rijp om aan een echte roman te beginnen. In interviews benadrukte hij het voordeel van deze late carrièreswitch. Hij hoefde zich geen financiële zorgen te maken, omdat hij door zijn job als investeringsbankier reeds een gezonde financiële reserve had kunnen aanleggen en een eigen huis bezat, waardoor hij in zijn vrije tijd van een volledig artistieke vrijheid kon genieten.
In 2011, op 46-jarige leeftijd, publiceerde hij zijn eerste roman, "Een kwestie van Hoffelijkheid" ("Rules of Civility"). Deze roman kende een groot succes en stond wekenlang op de bestsellerlijsten. Het boek werd in meer dan 20 talen vertaald. Er werden meer dan een miljoen exemplaren van verkocht. Met de opbrengsten kon hij zijn activiteiten als investeringsbankier stopzetten om zich fulltime aan het schrijven te wijden.
In 2013 bracht hij "Eve In Hollywood" uit, een boek met 6 kortverhalen met in de hoofdrol een personage uit "Een kwestie van Hoffelijkheid". De verhalen situeren zich in de periode van het draaien van de film "Gejaagd door de Wind".
Zijn tweede roman, "Graaf in Moskou" ("A Gentleman in Moscow") uit 2016 stond 59 weken op de bestsellerlijst van de New York Times. Hij was met deze roman finalist voor de "Kirkus Prize for Fiction". Het boek stond tevens op de longlist voor de International Dublin Literary Award in 2018. Er werden meer dan 2 miljoen exemplaren van verkocht. Het boek vertelt het verhaal van een fictieve Russische aristocraat die door de bolsjewieken een levenslange opsluiting in het Moskouse Hotel Metropool kreeg opgelegd. Towles haalde zijn inspiraties uit hotels in Europa waar hij verbleef als investeringsbankier. Het werd verfilmd voor een tv-serie met Ewan McGregor in de hoofdrol die in maart 2024 uitgezonden werd door de streamingdienst Paramount +
Towles derde roman, "De Lincoln Highway" ("The Lincoln Highway") werd op 5 oktober 2021 gepubliceerd en beschrijft een avontuurlijke roadtrip door twee broers in de jaren 1950. Het boek stond 30 weken op de bestsellerlijst "fictie" van de New York Times en werd door  Amazon, Oprah Daily, Time, NPR, The Washington Post en Barack Obama verkozen als beste boek van 2021. In maart 2024 startte Warner Bros een project voor de verfilming van het boek.
In april 2024 bracht Towles een boek uit met 6 korte fictieverhalen die zich afspelen in New York en Los Angeles met de titel "A Table for Two". Het werd onmiddellijk een bestseller.
Towles noemt zichzelf als schrijver een "maximalist". Zijn boeken bevatten gedetailleerde beschrijvingen van onder andere moraliteit, eetcultuur, zelfreflectie, muziek en literatuur.

## Prijzen en onderscheidingen
- 2012:  Prix Fitzgerald[13][14]
- 2016:  Finalist voor de Kirkus-prijs voor fictie[22]

## Boeken
|      | Origineel                            | Nederlandse Vertaling         |
| ---- | ------------------------------------ | ----------------------------- |
| 2011 | Rules Of Civility                    | Een kwestie van Hoffelijkheid |
| 2013 | Eve In Hollywood                     |                               |
| 2016 | A Gentleman in Moscow                | Graaf in Moskou               |
| 2019 | You have arrived at your Destination |                               |
| 2021 | The Lincoln Highway                  | De Lincoln Highway            |
| 2024 | Table for Two                        |                               |